# Keith Relf
William Keith Relf (Richmond, Surrey, Inglaterra, 22 de marzo de 1943 - Londres, Inglaterra, 12 de mayo de 1976) fue un músico y cantante británico miembro de las bandas The Yardbirds, Armageddon, Renaissance e Illusion. Fue una de las mayores influencias del blues rock.

## Biografía
Era la voz principal y tocaba la armónica. Sus Temas más conocidos son: For your love (1965), Louise (1963), Heart full of soul (1964), Shapes of things (1966), Train Kept A-Rollin (1966). Después de la disolución del grupo formó un dúo acústico con su compañero de los Yardbirds Jim McCarty, con la participación de los miembros de las bandas Renaissance (que incluyó a su hermana Jane Relf) y Armageddon. Él también produjo pistas para el grupo acústico Amber, para Saturnalia y también para Medicine Head, donde también tocó el bajo.

## Muerte
Relf sufrió un accidente en el sótano de su casa mientras tocaba su guitarra eléctrica que estaba mal conectada, y falleció electrocutado. El músico padecía de enfisema y asma, lo cual pudo contribuir a que no sobreviviera Se dice que murió cuando tocaba en una bañera, pero esto es sólo una leyenda urbana muy difundida. Durante esa época estaba en la banda de la reagrupación de Renaissance, posteriormente llamada Illusion.
Aunque la mayoría de las fuentes enumeran erróneamente el 14 de mayo como la fecha de muerte de Keith (el día en que muchos periódicos publicaron la historia), en el certificado oficial de defunción fue declarado muerto el 12 de mayo en el West Middlesex Hospital en Londres.